# Joaquín Mora
Joaquín Mauricio Mora (* 22. September 1905 in Buenos Aires; † 2. August 1979 in Panama) war ein argentinischer Tangopianist, Gitarrist, Bandleader und Komponist.

## Leben
Mora begann seine musikalische Ausbildung 1916 am Conservatorio Santa Cecilia, die er 1921 als Professor für Klavier abschloss. Er setzte seine Ausbildung bei Arturo Luzatti fort und gab zum Abschluss ein Recital im Salon La Argentina, wo er kurz darauf als Pianist des Quartetts von Graciano De Leone auftrat.
Als Bandoneonist debütierte er 1928 mit dem Orchester Antonio Bonavena. Mit Eduardo Pereyra und Alcides Palavecino trat er in einem Café in Flores auf. 1929 schloss er sich der Formation des Geigers Vicente Fiorentino an, dem als zweiter Bandoneonist Francisco Fiorentino und als Pianist Plácido Simoni Alfaro angehörten. 1930 engagierte ihn Alberto Cima für Auftritte in einem Café Parque Patricios (mit dem Pianisten Luis Minelli und dem Geiger Luis Cuervo).
Ende 1930 begleitete er mit dem Pianisten Oreste Cúfaro und dem Geiger Roberto Zerrillo die Sängerin Azucena Maizani bei einer Tournee durch Spanien, Portugal und Frankreich. In Spanien schloss er sich dem Orchester Irusta-Fugazot-Demare an. Ende 1933 kehrte er nach Buenos Aires zurück und trat mit Vicente Russos Orchester bei Radio Splendid auf. Später spielte er im Orchester Miguel Calós. Nachdem ihm nach einem Auftritt sein Bandoneon gestohlen worden war, kehrte er zum Klavier zurück.
Er gründete zunächst ein eigenes Orchester, das jedoch nur wenige Auftritte hatte, und dann ein Trio mit Antonio Rodríguez Lesende und Héctor Morel. Parallel arbeitete er 1936–37 als Begleiter von Sängern wie Héctor Achával und Mario Podestá (bei Radio Ultra) sowie mit Cayetano Puglisi und Ciriaco Ortiz von Hugo Del Carril (bei Radio El Mundo). 1941 schrieb er Arrangements für das Orchester von Ebe Bedrune, das bei Radio Belgrano auftrat. Danach tourte er durch Lateinamerika, lebte bis 1959 in Medellín und danach in Panama. Dort spielte er als Pianist und Organist Musik unterschiedlicher Stilrichtungen.

## Kompositionen
- Viejo barrio (mit José Fiotti)
- Divina (Text von Federico Saniez)
- Nupcia
- Leyenda
- Mi estrella
- Yo soy aquel muchacho (Text von Máximo Orsi)
- Usuhaia
- Margarita Gauthier (Text von Julio Jorge Nelson)
- Si volviera Jesús (Text von Dante A. Linyera)
- Esclavo (Text von José María Contursi)
- Cofrecito (Text von José María Contursi)
- En las sombras (Text von Manuel Meaños)
- Como aquella princesa (Text von José María Contursi)
- Frío (Text von José María Contursi)
- Más allá (Text von José María Contursi)
- Canción de junio (Sol de invierno), (Text von Ignacio Domínguez Riera)
- Dos banderas (Himno del Río de la Plata), (Text von Onofre Mir)